# Warui yatsu hodo yoku nemuru
Warui yatsu hodo yoku nemuru (悪い奴ほどよく眠る, Els malvats dormen en pau) és una pel·lícula de 1960 dirigida pel director japonès Akira Kurosawa. Va ser la primera pel·lícula produïda amb la companyia de producció independent de Kurosawa. Va participar en el 9è Festival Internacional de Cinema de Berlín.
La pel·lícula és protagonitzada per Toshirō Mifune, qui interpreta un jove en el període de la postguerra que ocupa un lloc destacat en una companyia japonesa corrupta amb la finalitat d'aclarir responsabilitats per la mort del seu pare. La principal inspiració del film és l'obra Hamlet de William Shakespeare. És, essencialment, una crítica de la corrupció corporativa.

## Argument
La pel·lícula narra la història de Koichi Nishi (Toshirō Mifune) qui s'infiltra al corrupte món de les corporacions en la recerca de venjança per la mort del seu pare. Koichi és un secretari privat d'un funcionari del govern, qui en la primera escena del film està a punt de casar-se amb la filla discapacitada d'aquest funcionari. En un determinat moment, apareix un pastís especial que sobresalta als presents, ja que els recorda el suïcidi que va aplanar el camí per a les seves actuals posicions de poder. Després arriba la policia i arresta a un dels convidats a les noces. El que els convidats ignoren és que Koichi és la força oculta darrere de tots els estranys successos que comencen a afligir les seves consciències i arruïnar les seves vides.

## Repartiment
| - Toshirō Mifune - Kōichi Nishi - Masayuki Mori - Vicepresident de la Corporació Pública Iwabuchi - Kyōko Kagawa - Yoshiko Nishi - Tatsuya Mihashi - Tatsuo Iwabuchi - Takashi Shimura - Oficial administratiu Moriyama - Kō Nishimura - Oficial de contractes Shirai - Takeshi Katō - Itakura - Kamatari Fujiwara - Assistent del cap Wada | - Chishū Ryū - Fiscal Nonaka - Seiji Miyaguchi - Fiscal Okakura - Kōji Mitsui - Reportero A - Ken Mitsuda - President de la Corporació Pública Arimura - Nobuo Nakamura - Assessor jurídic - Susumu Fujita - Detectiu - Kōji Nanbara - Fiscal Horiuchi |

## Valoració
Warui yatsu hodo yoku nemuru va rebre valoracions molt positives per part dels crítics, mantenint una qualificació d'aprovació del 100 % a Rotten Tomatoes. El crític de Chicago Reader Dave Kehr va resumir la seva opinió descrivint-la com "un thriller ben fet amb les connotacions socials habituals de Kurosawa."
El crític Ed Park, de The Village Voice, comenta que "comença amb una seqüència de noces plenes de bravesa i acaba amb una reverència aduladora a un operador telefònic; la pel·lícula té els seus moments de tedi, però el venjador Mifune és un retrat convincent de l'obsessió per la justícia que s'enfonsa en una realitat impredictible."
Escrivint per The New York Times, Bosley Crowther va lloar al film assenyalant que "aquesta és una imatge poderosa i interessant que ha fet Kurosawa: una mica tediosa i ximple en els últims rodets, però prou emocionant en el camí per satisfer a les audiències que coneixen el tema".